# エリック・ブトラック
エリック・ブトラック（Eric Butorac, 1981年5月22日 - ）は、アメリカ合衆国・ミネソタ州ロチェスター出身の男子プロテニス選手。ATPツアーでダブルス18勝を挙げた。自己最高ランキングはダブルス17位。左利き、バックハンド・ストロークは両手打ち。

## ATPツアー決勝進出結果

### ダブルス: 29回 (18勝11敗)
| 結果   | No. | 決勝日         | 大会                   | サーフェス    | パートナー                 | 対戦相手                                          | スコア                |
| ------ | --- | -------------- | ---------------------- | ------------- | -------------------------- | ------------------------------------------------- | --------------------- |
| 準優勝 | 1.  | 2006年7月30日  | ロサンゼルス           | ハード        | ジェイミー・マリー         | ボブ・ブライアン マイク・ブライアン               | 2–6, 4–6              |
| 優勝   | 1.  | 2007年2月18日  | サンノゼ               | ハード        | ジェイミー・マリー         | クリス・ハガード ライナー・シュットラー           | 7–5, 7–6(8–6)         |
| 優勝   | 2.  | 2007年2月25日  | メンフィス             | ハード (室内) | ジェイミー・マリー         | ユルゲン・メルツァー ユリアン・ノール             | 7–5, 6–3              |
| 優勝   | 3.  | 2007年6月23日  | ノッティンガム         | 芝            | ジェイミー・マリー         | ジョシュア・グドール ロス・ハッチンス             | 4–6, 6–3, [10–5]      |
| 優勝   | 4.  | 2006年7月30日  | ロサンゼルス           | ハード        | ロハン・ボパンナ           | ボブ・ブライアン マイク・ブライアン               | 6–2, 6–4              |
| 優勝   | 5.  | 2009年1月11日  | チェンナイ             | ハード        | ラジーブ・ラム             | ジャン＝クロード・シェラー スタン・バブリンカ     | 6–3, 6–4              |
| 優勝   | 6.  | 2009年5月10日  | エストリル             | クレー        | スコット・リプスキー       | マルティン・ダム ロベルト・リンドステット         | 6–3, 6–2              |
| 優勝   | 7.  | 2009年10月4日  | バンコク               | ハード (室内) | ラジーブ・ラム             | ギリェルモ・ガルシア＝ロペス ミーシャ・ズベレフ   | 7–6(7-4), 6–3         |
| 準優勝 | 2.  | 2010年5月8日   | ミュンヘン             | クレー        | ミヒャエル・コールマン     | オリバー・マラチ サンティアゴ・ベントゥーラ       | 7–5, 3–6, [14–16]     |
| 準優勝 | 3.  | 2010年8月1日   | ロサンゼルス           | ハード        | ジャン＝ジュリアン・ロジェ | ボブ・ブライアン マイク・ブライアン               | 7–6(8–6), 2–6, [7–10] |
| 優勝   | 8.  | 2010年10月10日 | 東京                   | ハード        | ジャン＝ジュリアン・ロジェ | アンドレアス・セッピ ドミトリー・トゥルスノフ     | 6–3, 6–2              |
| 優勝   | 9.  | 2010年10月24日 | ストックホルム         | ハード (室内) | ジャン＝ジュリアン・ロジェ | ヨハン・ブランシュトロム ヤルコ・ニエミネン       | 6–3, 6–4              |
| 準優勝 | 4.  | 2011年2月20日  | メンフィス             | ハード (室内) | ジャン＝ジュリアン・ロジェ | マックス・ミルヌイ ダニエル・ネスター             | 2–6, 7–6(8–6), [3–10] |
| 優勝   | 10. | 2011年5月1日   | エストリル             | クレー        | ジャン＝ジュリアン・ロジェ | マルク・ロペス ダビド・マレーロ                   | 6–3, 6–4              |
| 優勝   | 11. | 2011年5月21日  | ニース                 | クレー        | ジャン＝ジュリアン・ロジェ | サンティアゴ・ゴンサレス ダビド・マレーロ         | 6–3, 6–4              |
| 優勝   | 12. | 2011年10月2日  | クアラルンプール       | ハード (室内) | ジャン＝ジュリアン・ロジェ | フランティシェク・チェルマク ミハル・メルティナク | 6–1, 6–3              |
| 準優勝 | 5.  | 2011年11月6日  | バレンシア             | ハード (室内) | ジャン＝ジュリアン・ロジェ | ボブ・ブライアン マイク・ブライアン               | 4–6, 6–7(9–11)        |
| 優勝   | 13. | 2012年2月19日  | サンパウロ             | クレー        | ブルーノ・ソアレス         | ミハル・メルティナク アンドレ・サ                 | 6–3, 4–6, [8–10]      |
| 準優勝 | 6.  | 2012年9月30日  | バンコク               | ハード (室内) | ポール・ハンリー           | 盧彦勲 ダナイ・ウドムチョク                       | 3–6, 4–6              |
| 準優勝 | 7.  | 2013年1月6日   | ブリスベン             | ハード        | ポール・ハンリー           | マルセロ・メロ トミー・ロブレド                   | 6–4, 1–6, [5–10]      |
| 準優勝 | 8.  | 2013年5月5日   | ミュンヘン             | クレー        | マルコス・バグダティス     | ヤルコ・ニエミネン ドミトリー・トゥルスノフ       | 1–6, 4–6              |
| 優勝   | 14. | 2013年9月29日  | クアラルンプール       | ハード (室内) | レイベン・クラーセン       | パブロ・クエバス オラシオ・セバジョス             | 6–2, 6–4              |
| 準優勝 | 9.  | 2014年1月25日  | 全豪オープン           | ハード        | レイベン・クラーセン       | ルカシュ・クボット ロベルト・リンドステット       | 3–6, 3–6              |
| 優勝   | 15. | 2012年2月26日  | メンフィス             | ハード (室内) | レイベン・クラーセン       | ボブ・ブライアン マイク・ブライアン               | 6–4, 6–4              |
| 優勝   | 16. | 2014年10月19日 | ストックホルム         | ハード (室内) | レイベン・クラーセン       | トレト・ユーイ ジャック・ソック                   | 6–4, 6–3              |
| 準優勝 | 10. | 2015年8月29日  | ウィンストン・セーラム | ハード        | スコット・リプスキー       | ドミニク・イングロット ロベルト・リンドステット   | 2–6, 4–6              |
| 優勝   | 17. | 2015年11月1日  | バレンシア             | ハード (室内) | スコット・リプスキー       | フェリシアーノ・ロペス マックス・ミルヌイ         | 7–6(7-4), 6–3         |
| 準優勝 | 11. | 2016年1月16日  | ハイネケン             | ハード        | スコット・リプスキー       | マテ・パビッチ マイケル・ビーナス                 | 5–7, 4–6              |
| 優勝   | 18. | 2016年5月1日   | エストリル             | クレー        | スコット・リプスキー       | ルカシュ・クボット マルチン・マトコフスキ         | 6–4, 3–6, [10-8]      |